# Costanzoia longicaudata
Costanzoia longicaudata is een eenoogkreeftjessoort uit de familie van de Smirnovipinidae. De wetenschappelijke naam van de soort is voor het eerst geldig gepubliceerd in 1997 door Jaume & Boxshall.